# هنري خيمينيز
هنري داميان خيمينيز بايز (بالإسبانية: Henry Damián Giménez Báez) الشهير باسم هنري خيمينيز (مواليد 13 مارس 1986 في دورازنو - الأوروغواي) لاعب كرة قدم أوروغواياني يلعب حاليا لصالح نادي الدرجة الأولى بولونيا الإيطالي منذ 2009 في مركز المهاجم كما يجيد اللعب في مركز الوسط المهاجم.

## روابط خارجية
- هنري خيمينيز على موقع قاعدة بيانات كرة القدم.إي يو (الإنجليزية)
- هنري خيمينيز على موقع ناشيونال فوتبول تيمز (الإنجليزية)
- هنري خيمينيز على موقع Soccerway.com (الإنجليزية)
- هنري خيمينيز على موقع عالم كرة القدم.نت (الإنجليزية)
- هنري خيمينيز على موقع AS.com (الإسبانية)